# Gilda Live

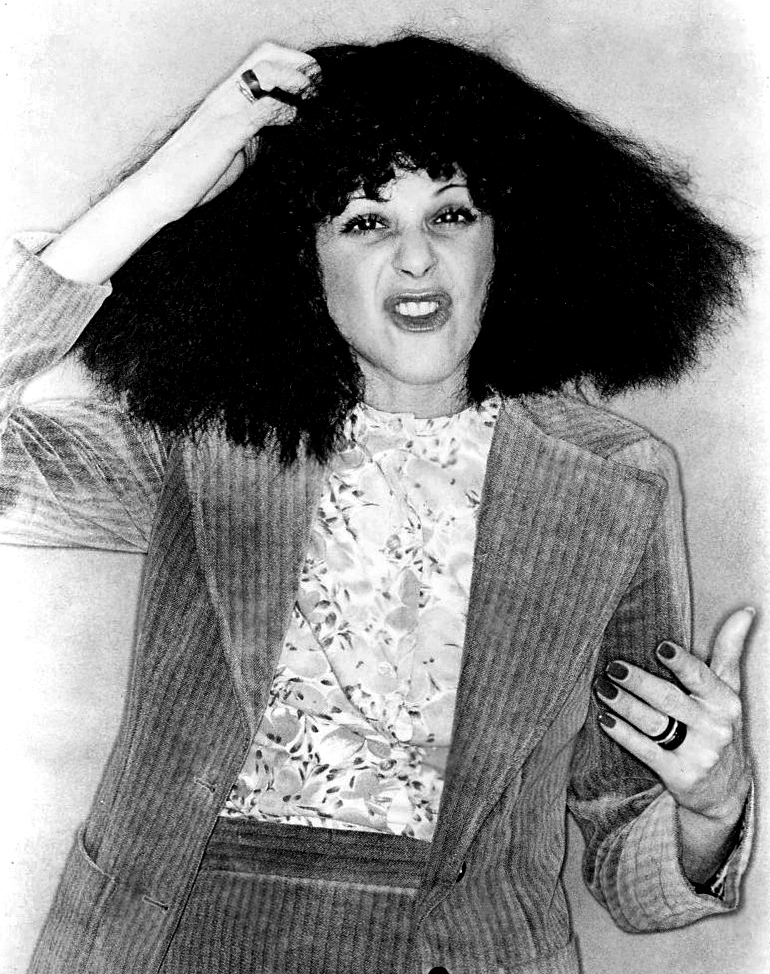
Gilda Radner en 1980.

Gilda Live es una película estadounidense estrenada en 1980 y dirigida por Mike Nichols. Producida por Lorne Michaels, la cinta se centra en el show televisivo de la actriz Gilda Radner. Radner, Michaels y todos los guionistas implicados en la creación de esta película son antiguas figuras del programa de televisión de la NBC Saturday Night Live.

## Resumen
Gilda Live es una versión filmada del programa de televisión y  show cómico de Gilda Radner, grabado en Broadway, con los miembros más característicos del conocido programa Saturday Night Live.

## VHS y DVD
Gilda Live salió en VHS remasterizado en 2000, y en DVD en 2009.